# Maths Training del Profesor Kageyama
Maths Training del Profesor Kageyama: Ponte a prueba con el método de cálculo de las cien casillas (DS陰山メソッド「ます×ます百ます計算」 DS Kageyama Method - Masu X Masu Hyaku Masu Keisan?), abreviado comúnmente a Maths Training del Profesor Kageyama o simplemente Maths Training, es un videojuego educativo y de puzles desarrollado por Jupiter y publicado por Nintendo para la consola Nintendo DS. Pertenece a la serie de videojuegos Training. El juego llegó al mercado inicialmente en Japón en 2007, y posteriormente en Australia y Europa en 2008. Posteriormente llegó al mercado americano en 2009 bajo el título Personal Trainer: Math.
Al igual que otros juegos como 42 Juegos de Siempre, Brain Training del Dr. Kawashima o Big Brain Academy, Maths Training pertenece a la serie de juegos Touch! Generations. También pertenece a la serie de juegos titulada Personal Trainer.